# 범퍼

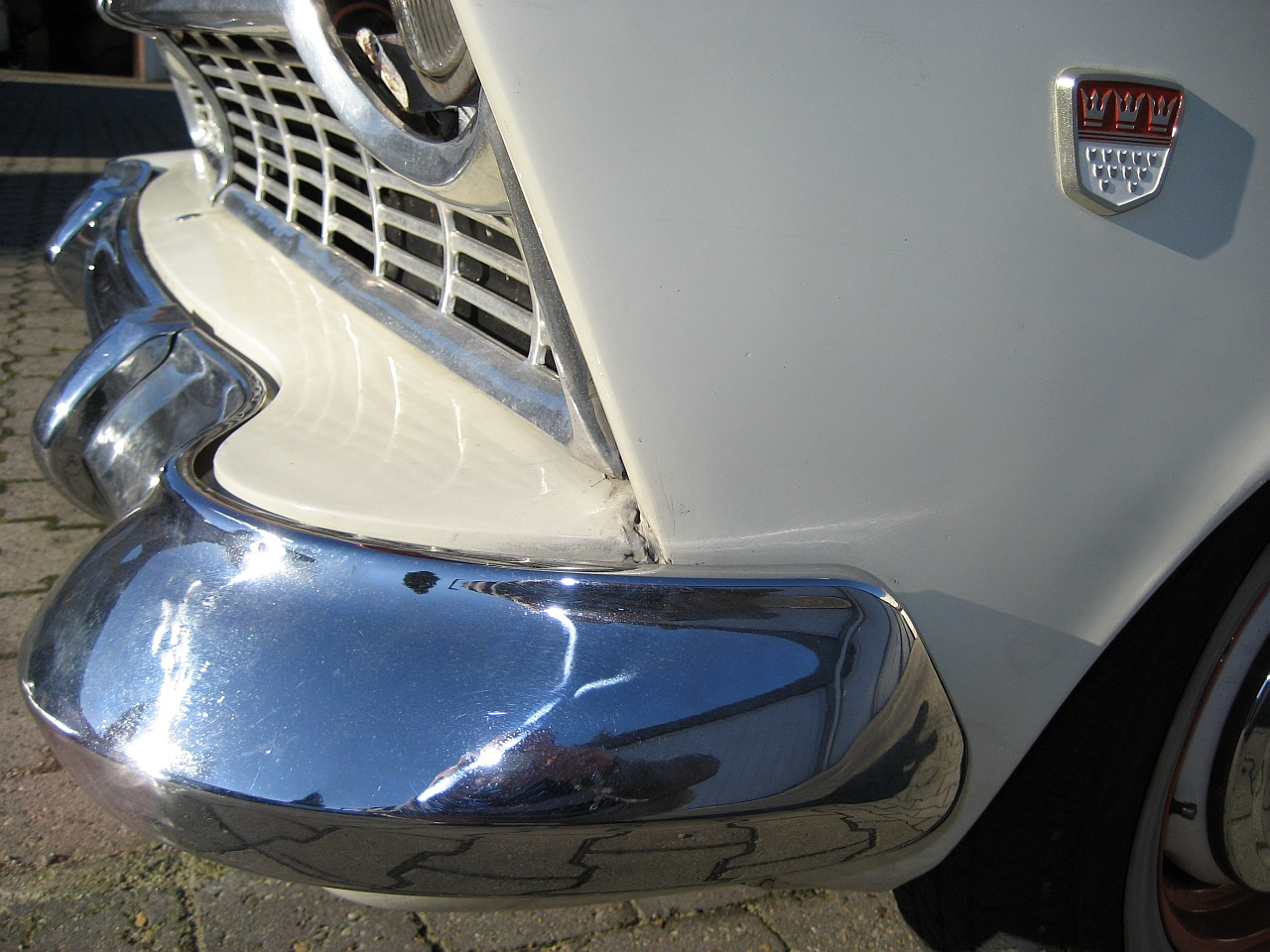
1958년 식 FORD Taunus 앞 범퍼가 크롬 도금되어 있다.

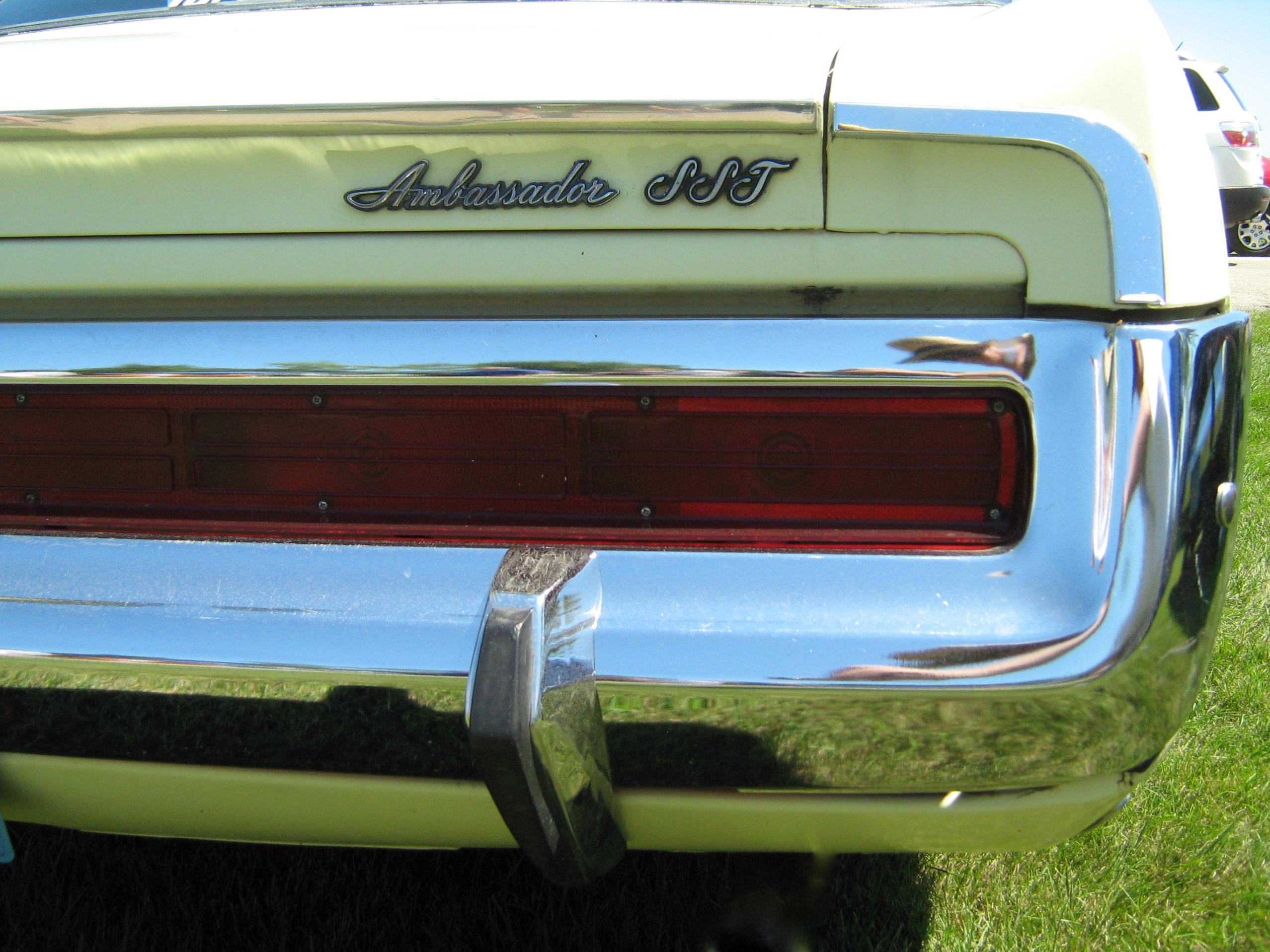
뒷 범퍼에 고무 재질의 보호대가 테일 램프와 통합되어 있다.

범퍼(Bumper)는 자동차가 사고가 났을 때 충격을 완화시켜주고 이상적으로는 수리비를 최소화할 수 있도록 자동차의 앞과 뒤에 설치된 구조물이다. 범퍼는 또한 두 가지의 안전 기능을 가지고 있다. 첫째, 차량 간의 높이 차를 최소화하고, 둘째, 보행자의 안전을 보장한다.

## 구조
과거에 범퍼는 단단한 금속 바에 불과했었다. GM 사는 1968년 출시된 Pontiac GTO 자동차에서 저속에서의 충격을 흡수해 영구 변형이 없도록 고안된 차체와 색깔이 같은 플라스틱 재질의 앞 범퍼 “엔듀라(Endura)”를 자동차의 앞에 설치했다. 이는 TV 광고에서 John Delorean이 큰 망치로 자동차를 쳤음에도 전혀 손상이 없음을 보임으로써 대중들에게 주목을 받았다. 비슷한 종류의 탄성 있는 범퍼는 1970-'71년 개발된 Plymouth Barracuda, 그리고 1972년 Renault 사에서 Renault 5 차량에 탑재한 플라스틱 범퍼가 있다. 현재 자동차 범퍼 구조의 디자인은 강철, 알루미늄, 합성 섬유 유리나 플라스틱으로 만들어진 강화 바 위를 덮도록 고안되어 있다.

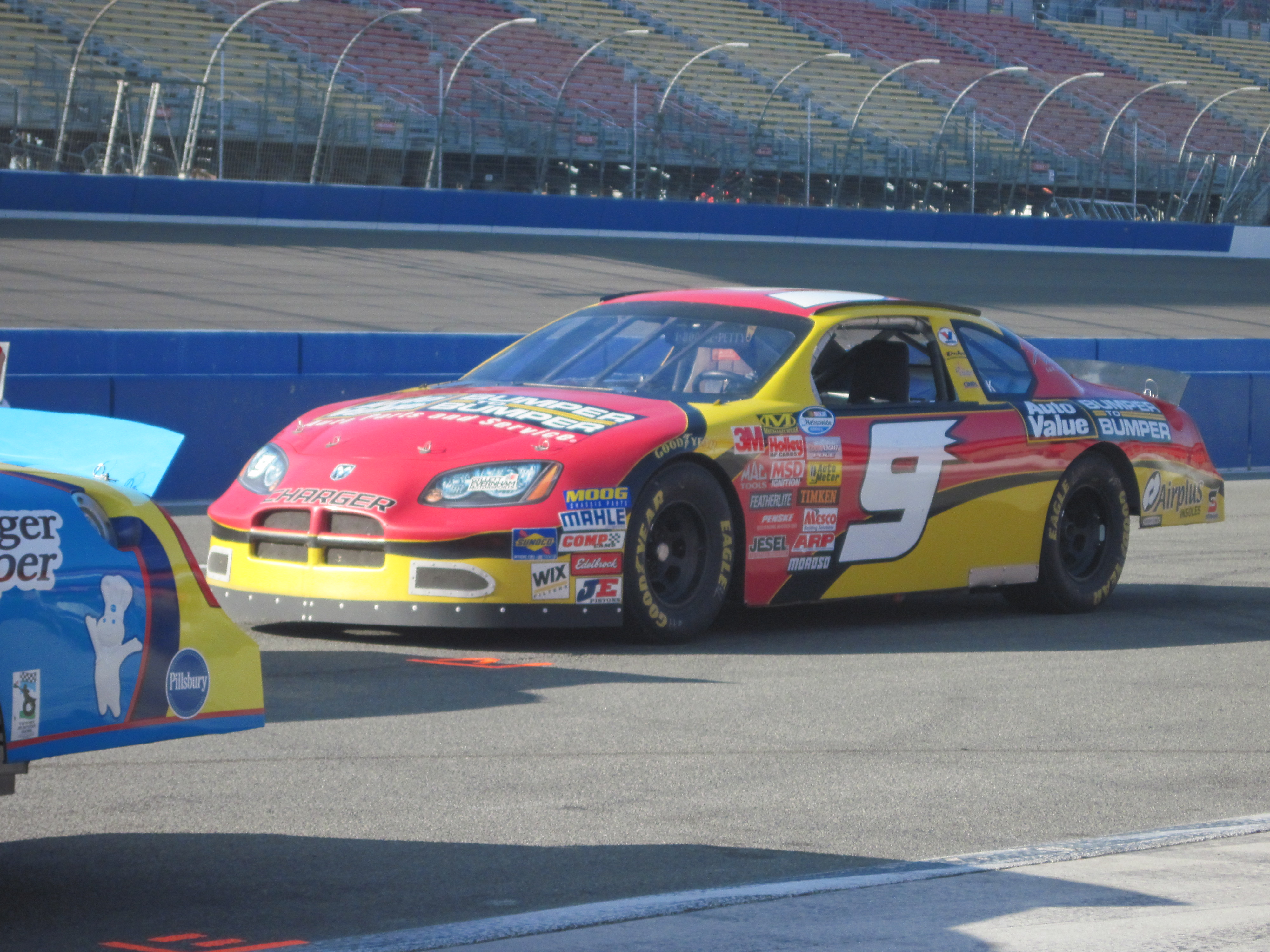

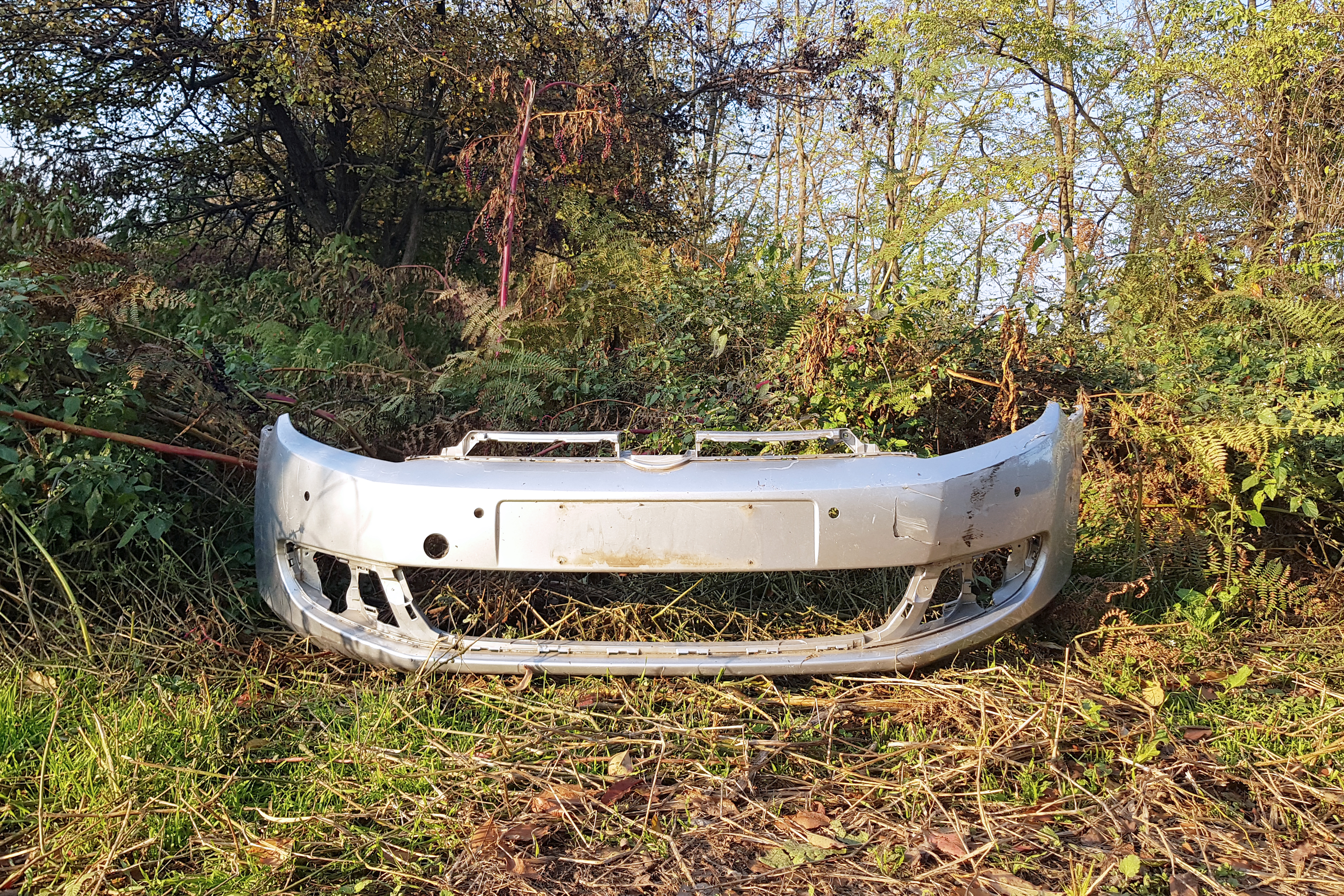

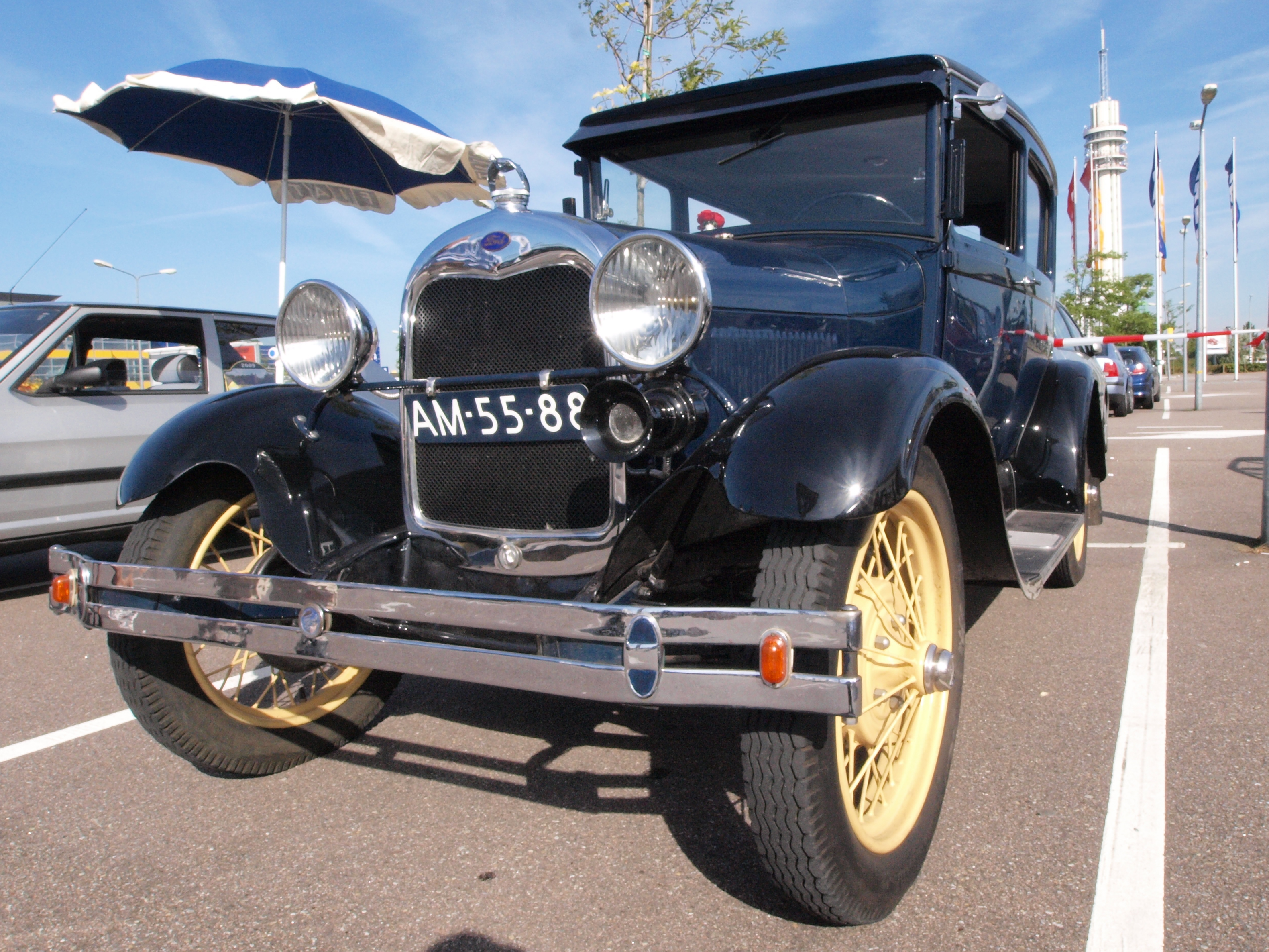
Ford Model A (1927-31) 메탈범퍼 장착
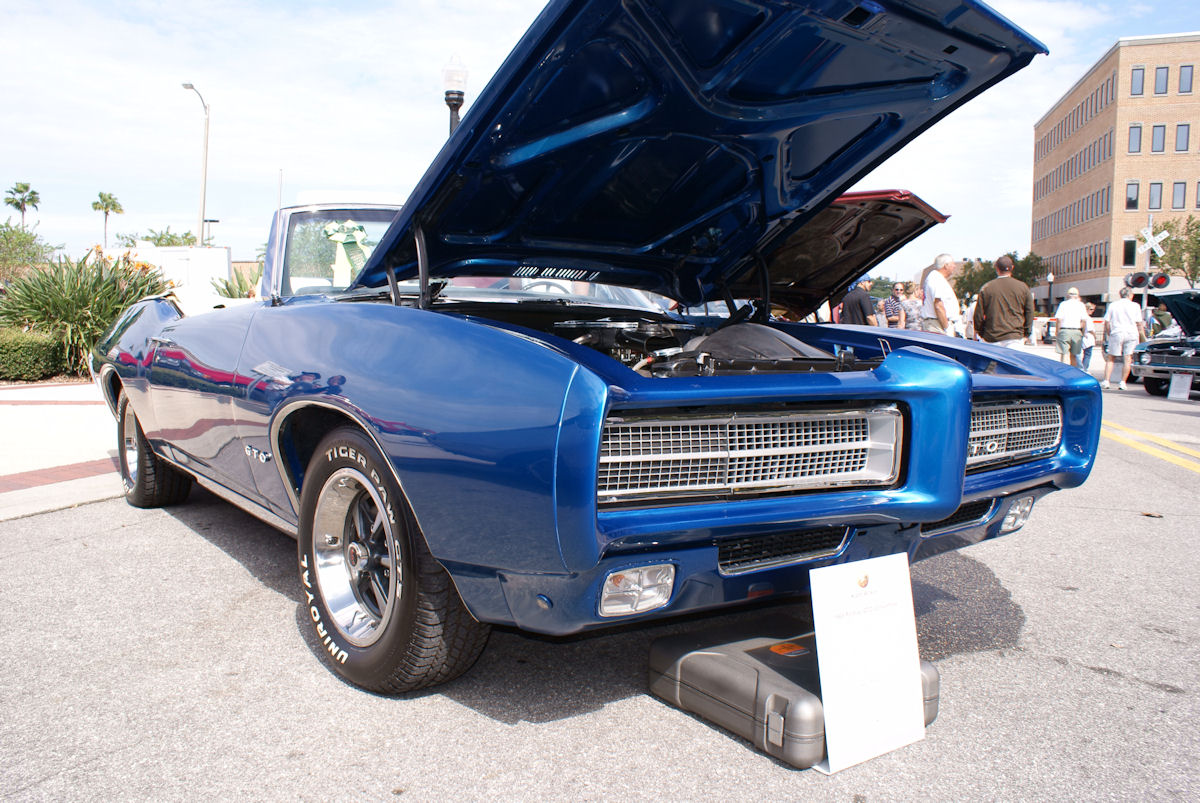
Pontiac GTO (1968-1972) 저속에서 충격을 흡수하여 영구 변형이 없도록 설계된 범퍼
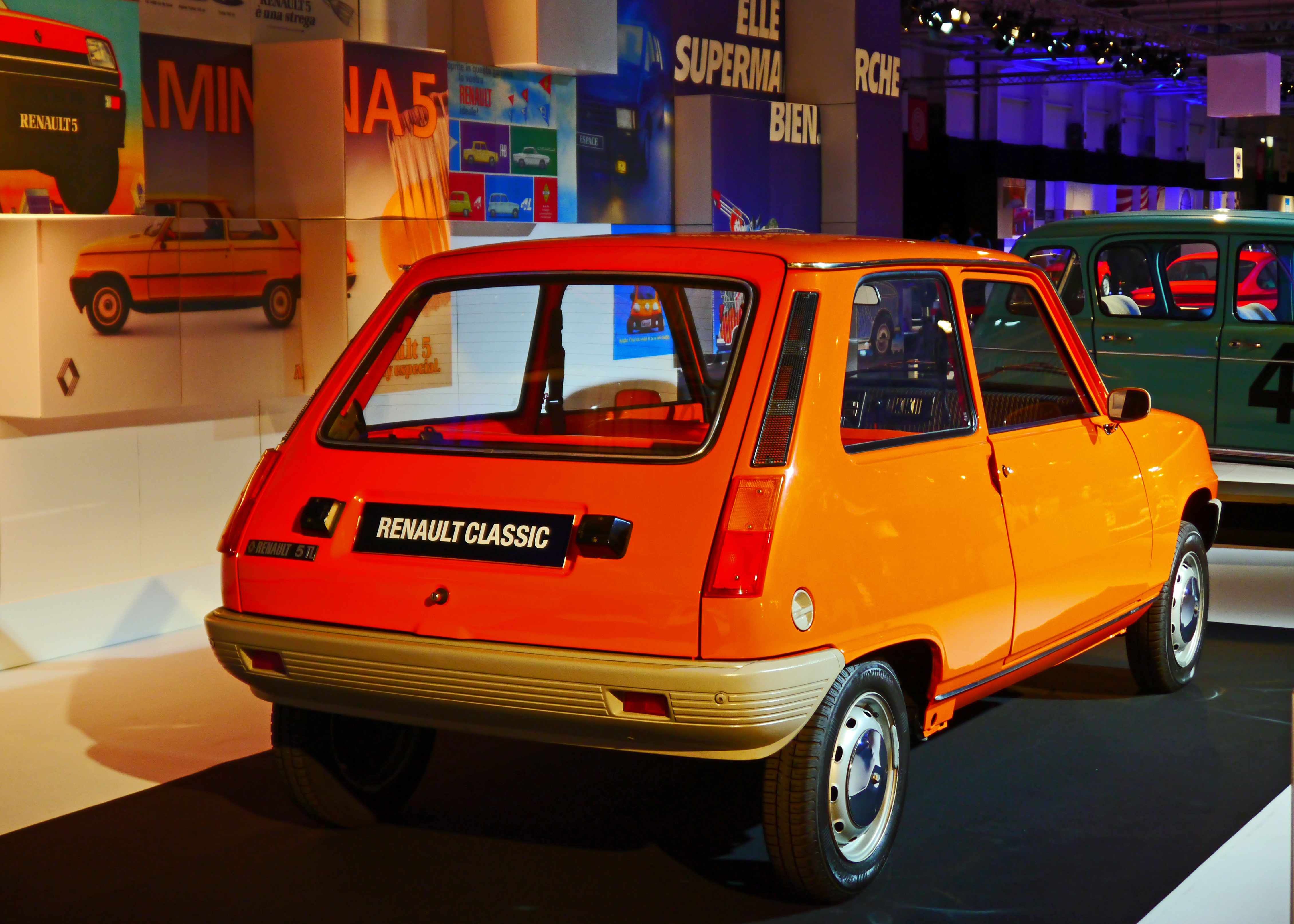
Renault 5 (1972-85) 플라스틱 범퍼
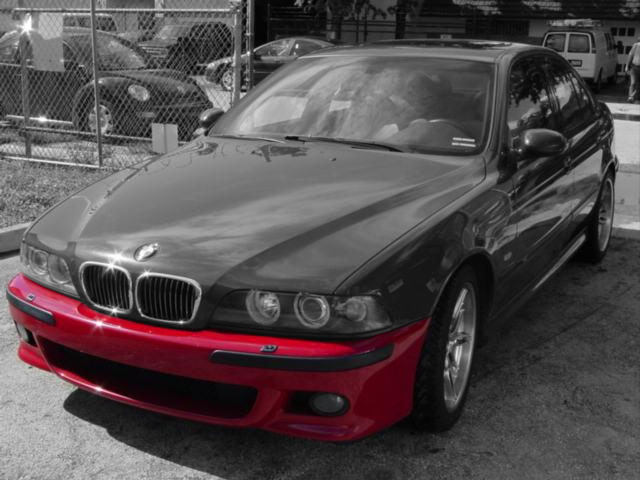
BMW 앞 범퍼(빨간색 부분)

“bull bars”나 “루 바”로 알려진 범퍼들은 도외에서의 큰 동물들과의 충돌로부터 자동차를 보호한다. 그러나 도시 속에서는 보행자들이 죽거나 크게 다칠 수 있는 위협을 증가시킨다는 연구 결과가 있다. 왜냐하면 힘을 어느 정도 흡수하면서 구겨지는 다른 범퍼와는 다르게, 불 바는 강철로서 모든 충격량을 보행자에게 전달하기 때문이다. EU에서는 보행자 안전 기준을 준수하지 못하는 강철 불 바를 판매금지했다.

## 물리
범퍼는 충격으로써 운동 에너지를 소멸시켜 자동차의 다른 부품을 보호한다. 이 에너지는 자동차의 질량과 속도의 제곱에 비례하는 함수이다. 운동 에너지는 어떤 물건의 질량과 속도의 제곱에 1/2을 곱한 값과 같다. 공식은 :
{\displaystyle E_{k}={1 \over 2}mv^{2}}
시속 5 마일에서의 충격을 흡수해 자동차의 부품들을 보호할 수 있는 범퍼는 시속 2.5 마일에서의 충격을 흡수할 수 있는 범퍼보다 4배 강성이 높아야 한다. 충격 에너지가 소멸하는 지점은 극히 앞쪽이나 극히 뒤쪽 부분에 집중된다. 자동차의 현대 이론에서 내충돌성은 자동차가 구겨지는 반대 방향을 향한다. 완전히 강성인 범퍼는 다른 부품들이 부서지는 것을 잘 막을 수 있고 안전에도 좋다.

## 보행자 안전
범퍼는 자동차에 치이는 보행자의 부상을 완화시키는 방향으로 설계되고 있다. 그 예로는 범퍼의 커버를 유연한 물질로 만드는 것이 있다. 앞 범퍼는 특히 보행자의 다리에 가는 격렬한 충격을 줄이기 위해 높이를 낮추었고 고무, 찌그러지는 플라스틱과 같은 더 부드러운 물질들로 만들어진다.

## 높이가 다른 경우

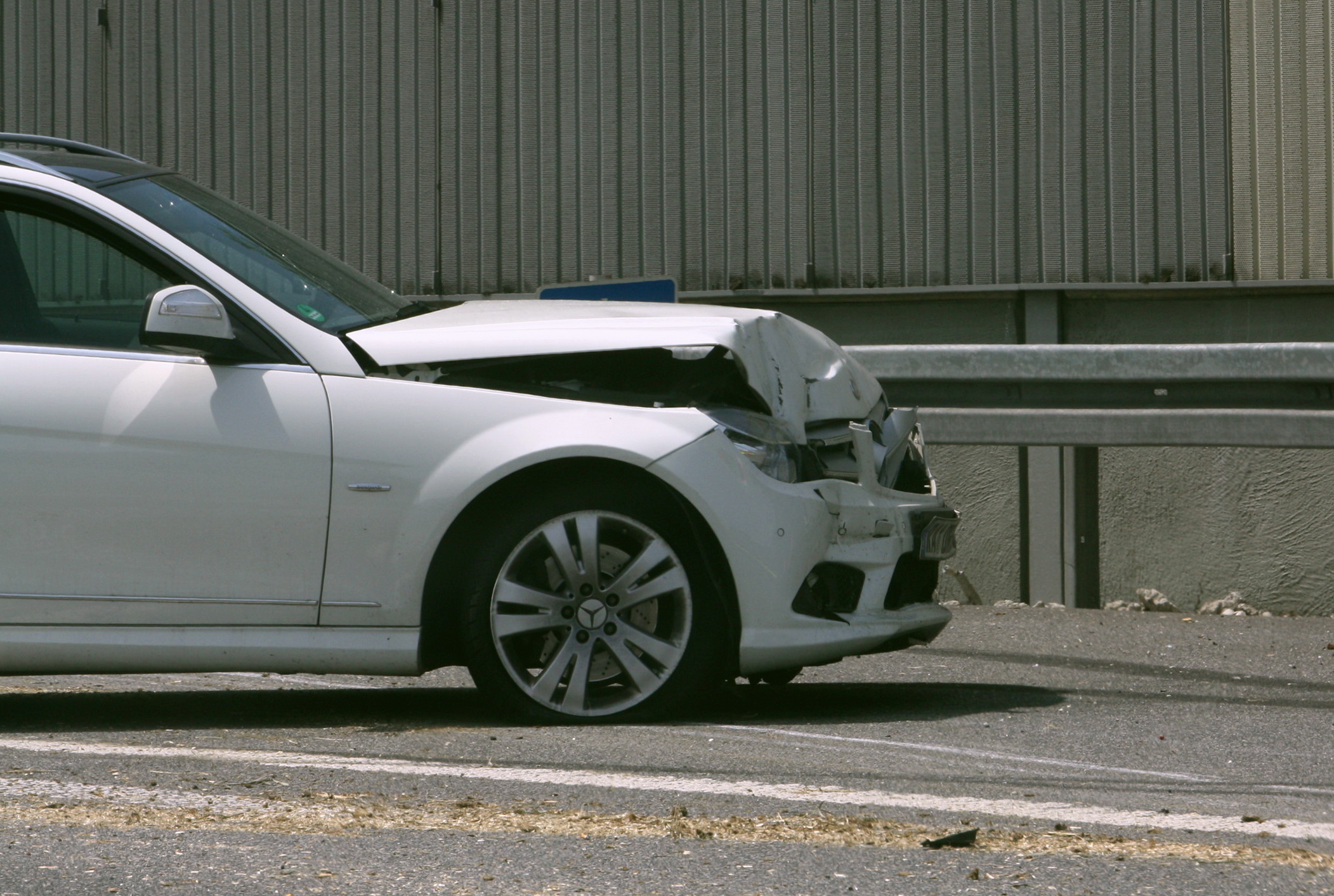
저속이지만 높은 곳에서의 충격이 있을 때, 앞 범퍼의 에너지 흡수 시스템은 완전히 쓸모 없어진다.

높이가 다른 자동차들이 사고가 날 경우, 높이가 낮은 자동차가 높은 자동차 아래로 깔려 들어가버리지 않도록 범퍼의 높이와 그 배치가 법적으로 명시되어 있다. 보통 속도 이상에서의 충돌에서 범퍼가 탑승자를 완전히 보호하지는 못한다. 그러나 다른 보호 시스템들이 작동할 수 있게 하기 위해서 노면으로부터 범퍼까지의 높이가 중요하다. 에너지를 흡수하는 크러시 존은 물리적으로 부딪치지 않으면 전혀 기능을 할 수 없게 된다. 극단적인 예로 트럭의 높은 플랫폼은 승용차의 앞범퍼와는 절대 부딪힐 수 없고 첫번째 접촉은 승용차의 앞 유리창이 될 것이다. 에어백 전개 센서는 장애물에 의한 접촉이 있을 때까지 보통 전개 신호를 보내지 않는다. 앞쪽에서의 충격이 있는 경우에는 에어백 쿠션을 부풀리기 위한 충분한 시간을 남기기 위해 앞범퍼가 가장 처음으로 접촉해야 하는 것이 중요하다.

### 승용차 vs. 트럭
승용차가 트럭 아래로 깔려 들어가버리는 사고는 중상이나 사망으로 이어진다. 트럭의 플랫폼은 승용차의 탑승자 머리 위치와 높이가 같기 때문에 보통 속도에서도 심각한 머리 부상을 야기할 수 있다. 미국에서는 약 500명이 매년 이와 같은 사고로 목숨을 잃었다. 자신이 운전하던 승용차가 트럭과 충돌하여 배우 Mansfield씨가 숨진 이후로 미국 도로교통안전국은 "Mansfield bar", "ICC bar", "DOT (Department of Transportation) 범퍼"라 불리는 언더라이드 가드를 트럭의 뒤쪽에 필수로 설치하는 것을 권장하였다. 이 안전 바는 22인치(56cm) 이상 노면으로부터 떨어져있으면 안 된다. 트럭 제조업체들은 이 안전 제품을 설치하는 데에 소극적이었다. 운행 중에 부서진 ICC 바를 고치는 것은 필수가 아니었다. 그러나 1996년에 미국 도로교통안전국은 뒤쪽 언더라이드 보호 제품을 트럭 적재함에 필수적으로 탑재하도록 하였고 캐나다 도로교통안전국은 더더욱 엄중하게 에너지를 흡수하는 뒤쪽 언더라이드 가드를 필수적으로 탑재하도록 하였다. 2015년 7월, NHTSA는 뒤쪽 언더라이드 가드의 성능을 업그레이드시킬 것을 제의하였다. 유럽에서는 승용차가 트럭을 측면에서 박을 때의 치명적인 충격을 완화시키기 위해 측면 언더라이드 가드를 필수로 장착해야 한다. 많은 종류의 측면 언더라이드 가드가 일본, 미국, 캐나다 등지에서 사용되고 있다. 하지만 미국에서는 필수로 지정되지는 않는다.

### 일반 승용차 vs. 스포츠 유틸리티 자동차
높이 차이가 크지 않은 스포츠 유틸리티 자동차의 범퍼 높이와 일반 승용차의 문짝 보호 바는 상대적으로 저속에서 심각한 부상을 일으켰다. 트럭의 범퍼와는 달리, 스포츠 유틸리티 자동차의 범퍼는 지면으로부터 22인치 (56cm) 이상 떨어져 있어야 한다. 연료 탱크가 후륜 차축의 뒤쪽에 위치한 자동차의 경우에 미국 도로교통안전국은 이 문제를 어떻게 다룰지 고심하고 있었다. 치명적인 사고를 제쳐놓고라도 일반 승용차와 스포츠 유틸리티 자동차끼리 부딪힌 사고의 경우, 높이가 달라 많은 수리비가 드는 것이 사실이다. 이런 저속에서의 사고가 일어나면 자동차를 심각하게 손상시켜 고칠 수 없을 정도로 만들 수도 있기 때문이다.

## 규정
거의 모든 국가에서, 모든 자동차에는 필수적으로 범퍼를 장착해야한다. 자동차의 범퍼에 대한 규정은 2가지 이유로 시행된다. 그 이유로는 첫째, 저속에서의 충돌로부터 견뎌, 안전 시스템에 손상을 입히지 않기 위해서이고 둘째, 보행자를 부상으로부터 보호하기 위해서이다. 이 두 가지의 이유는 모순적인데, 충격을 잘 견디고 수리비를 최소화하는 범퍼는 보행자들에게 부상을 더욱 많이 입히는 경향이 있는 반면에, 보행자들에게 안전한 범퍼는 수리비가 많이 든다.
자동차의 범퍼 시스템은 저속에서의 사고에서 에너지를 흡수하기 위해, 자동차의 안전과 가까이에 있는 비싼 부품의 안전을 보호하도록 설계되었다 할지라도, 대부분의 범퍼들은 최소한의 규정만을 지킬 뿐이다.

### 국제적인 기준
유럽 국가들은 보행자와 자동차 간의 사고로 전 세계적으로 매년 27만 명의 사람이 사망하는 문제를 해결하기 위해 규제를 시행했다.
UN의 후원 하에 유럽 기준으로 고안된 국제 안전 기준은 현재 북미를 제외한 대부분의 나라에 적용되고 있다. 이 기준은 자동차의 안전 시스템이 다음과 같은 경우에 작동해야 한다고 명시한다. 1) 시속 4 km (2.5 마일)로 움직이는 벽의 전면 후면 충돌 이후, 2) 시속 2.5 km (1.6 마일)로 움직이는 지면으로부터의 높이 45.5 cm의 벽과 앞뒤 범퍼 모서리와의 충돌 이후.

### 미국의 경우

#### 최초의 기준
1971년, 미국 도로교통안전국은 승용차 범퍼에 적용되는 국가 내 첫 번째 규정을 배포했다. 많은 자동차 회사들이 1973년식 제품을 생산하기 시작할 때인 1972년 9월 1일에 연방 자동차 안전기준 215 항 “외장 보호”가 적용되었다. 이 기준은 헤드램프, 연료 주입 장치 등 안전과 관련된 부품들은 충돌 시험 시 기능적인 손상을 받지 않아야 한다고 명시했다. 정면충돌 시험 기준은 시속 5 마일 (8 km), 후면충돌 시험 기준은 시속 2.5 마일 (4 km)이었다.
1972년 10월, 미국 의회는 '자동차 정보와 원가 절감 행동'이라는 법률을 제정했다. 이 법률은 도로교통안전국이 “대중들에게, 소비자들에게 최대한 실현 가능한 비용의 절감”을 산출한 범퍼 기준을 발표하도록 했다.
이 기준은 건강과 안전에 대한 생각을 하게 했고, 보험료 변호사 비용에 영향을 미쳤고, 소비자의 시간과 불편을 줄여주었다.
미국에서 팔린 1973년 식 승용차는 다양한 설계가 이뤄졌다. 고체 고무를 이용한 정적 범퍼부터 오일과 질소로 채워진 신축식의 충격흡수 범퍼까지 다양했다.
1974년 식 승용차 모델에 적용된 기준은 더 강화되었는데, 앞뒤 범퍼가 표준화된 높이로부터의 시속 5마일 (8 km)의 충격에서 전조등, 안전 장비, 그리고 엔진의 손상을 보호해야 했다. 이 기준은 더 많은 에너지를 흡수 할 수 있도록 자동차의 길이를 더 길게 만들었고, 또한 새로운 앞과 뒤의 설계가 적용되었다. 승용차의 범퍼와 차체 사이에 “거대하고 완고한 겉모습”을 가지도록 공간을 채우는 신축성의 충전제 판넬이 특징적이었다. 그 당시에 주목할 만한 예외는 AMC 사의 마타도르 쿠페형이 고무 게이터 만을 채용해 충격흡수 장치를 감춘 독립형 범퍼였다.

#### 규제가 디자인에 미친 영향
미국 시장에서의 승용차들은 1973년부터 1982년까지 시속 5 마일 범퍼 기준을 준수하기 위해 거대하고 무겁고 돌출된 범퍼를 갖추었다. 미국의 범퍼 높이 규정 때문에 시트로엥 사의 SM은 미국으로 수입될 수 없었다.

#### 기준 보강
1976년 3월, MVICS 아래에서 공포된 규제에서는 연방 자동차 안전기준 215 항 (FMVSS 215, “자동차의 외장 보호”)을 필수로 강화하였다. 이 새로운 범퍼 기준은 미국 연방 법전의 연방 법규에서 FMVSS가 있는 “49 CFR 571”과 분리되어 "49 CFR 581"에 배치되었다. 1979년 식 승용차에 적용된 새로운 기준은 “1단계” 기준으로 불렸다. 동시에, 1980년 식에는 손상이 없어야 하는 “2단계”가 제정되었다. 가장 엄격한 기준은 1980년부터 1982년 식 모델로서, 시속 5 마일 (8 km)일 때의 앞뒤 범퍼에 벽과 팬들럼 테스트가 시행되었고, 3/8 인치 (10 mm)의 변형이나 원래의 위치로부터 3/4 인치 (19 mm)의 이동이 있어서는 안 되었다. AMC 사의 Eagle과 같은 전륜 구동 크로스오버 자동차는 ‘다목적차 또는 트럭’으로 분류되어 승용차 범퍼 기준에서 면제되었다.

#### 기준의 완화, 비용의 증가

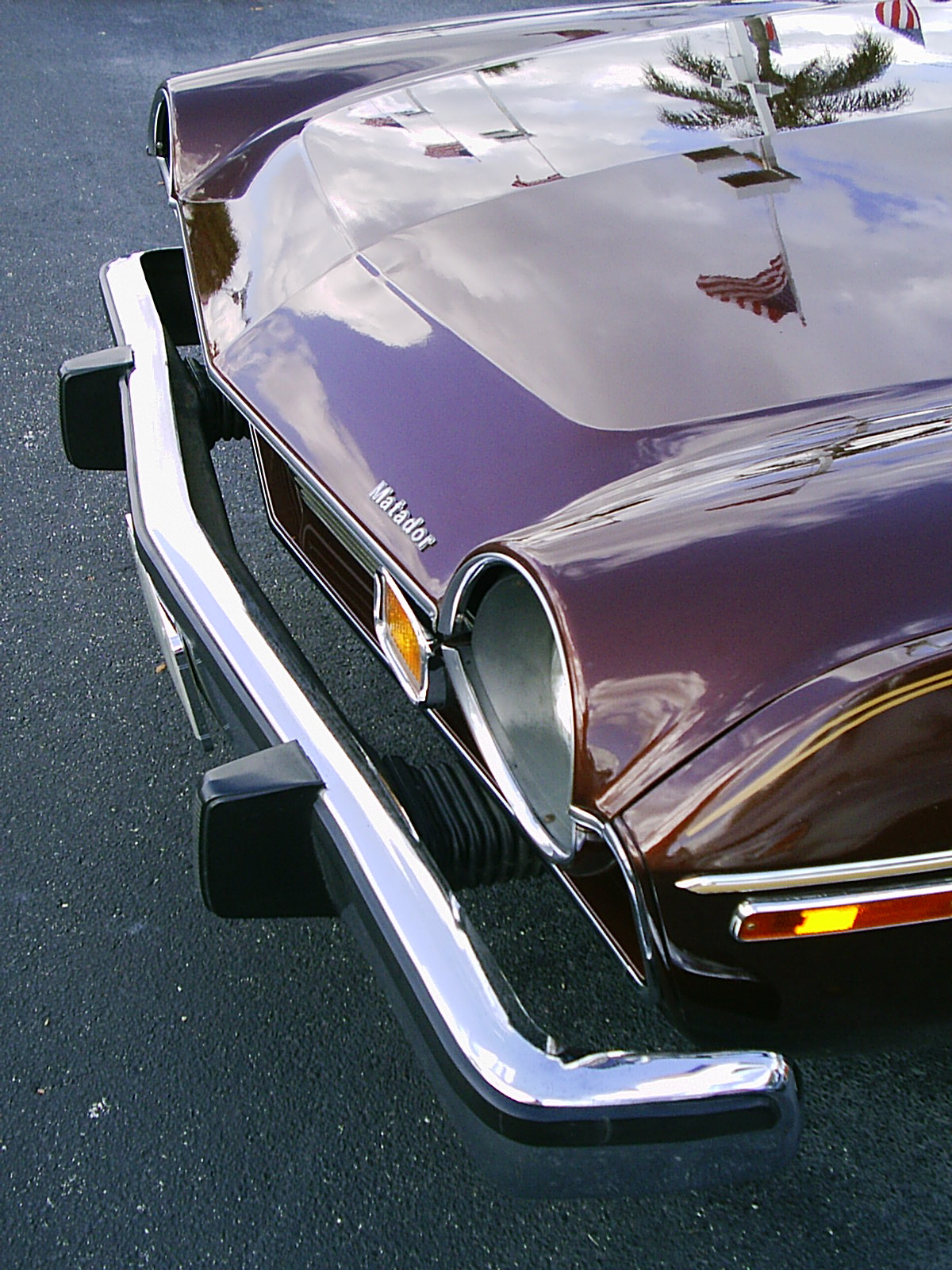
AMC Matador coupe의 시속 5마일의 충격 흡수 범퍼

자동차 회사의 압력과 레이건 정부의 산업의 규제적인 부담을 줄이기 위한 손익 분석 공약 이행에 의해 NHTSA는 가장 최근인 1982년 5월에 범퍼 기준을 수정했다. 정면 충돌과 후면 충돌의 경우에는 시속 5 마일 (8 km)의 충돌 시험 속도를 시속 2.5 마일 (4 km)로, 모서리 충돌 시험 속도를 시속 3 마일 (5 km)에서 1.5 마일 (2.5 km)로 반으로 줄였다. 또한 2 단계였던 무손상 기준을 1 단계로 되돌렸다. 동시에, 승용차의 범퍼 높이를 16 ~ 20 인치 (41 ~ 51 cm)로 정하는 규제가 생겼다. 그 당시에 NHTSA는 소비자들에게 새로운 차량의 범퍼의 우수함에 대한 정확한 정보를 공급하기 위해서 조사를 시행하고 테스트를 하기로 약속했으나 그런 정보는 제공되지 않았다. 소비자 단체와 보험단체들은 약화된 범퍼 기준이 소비자들에게는 아무런 이득도 없이 비용만 증가시켰고 자동차 업체만 이득을 보게 되었다고 매도했다. 미국 도로 안전을 위한 보험 위원회는 자동차들을 모아 저속 벽 테스트 (시속 6 마일/10 km)를 시행했으며 수리비용을 일반 사람들에게 공표했다. 일례로, 1990년에 도로 안전을 위한 보험 위원회는 3가지의 다른 연식의 Plymouth Horizon으로 4개의 충돌 시험을 했다. 이 결과는 미국 범퍼 규정의 변화에 따른 것이다(수리비용은 1990년의 미 달러 기준)
- 1983년 Horizon 2 단계 시속 5 마일 범퍼: $287
- 1983년 Horizon 1 단계 시속 2.5 마일 범퍼: $918
- 1990년 Horizon: $1,476

1986년에는 소비자 조합이 NHTSA에 2 단계로 되돌릴 것을, 그리고 범퍼의 내구력에 대한 정보를 소비자들에게 밝힐 것을 탄원했다. 1990년에 NHTSA는 탄원을 취하했다.

### 캐나다의 경우
캐나다의 범퍼 기준은 미국 기준과 비슷했고 미국과 동시에 적용되었다. 그러나 1983년에 미국이 그 기준을 시속 8km (5 마일)로부터 시속 4km (2.5 마일)로 완화한 것과는 달리 캐나다는 그 기준을 완화하지 않았다. 어떤 자동차회사들은 캐나다 기준의 범퍼를 북미 시장에 공급하기로 결정했다. 미국에서는 더 약한 범퍼를 적용해 차를 만들었기 때문에 개인이 미국으로부터 캐나다로 자동차를 구입할 수 없었다.
2009년 초에 캐나다의 범퍼 규정은 미 연방 기준과 국제 유럽기준과 조화를 이루도록 바뀌었다. 소비자 단체들은 변화에 대해 우려를 표했지만, 캐나다 규제 기관은 속 4 km (2.5 마일) 테스트가 전 세계적으로 쓰이고 있고 보행자와 자동차 간의 사고에서 개선된 보행자 안전 기술에 더 호응하는 부분이 있다고 주장했다.

## 같이 보기
- 비용 편익 분석
- 정부실패